# Article premier du traité sur l'Union européenne
L’article premier du traité sur l'Union européenne fonde l'Union européenne sur la base du droit international public tout en contenant des éléments faisant d'elle un « ordre fondamental dérivé ». 

## Dispositions
L'article premier dispose :

« Par le présent traité, les Hautes parties contractantes instituent entre elles une Union européenne, ci-après dénommée « Union », à laquelle les États membres attribuent des compétences pour atteindre leurs objectifs communs.
Le présent traité marque une nouvelle étape dans le processus créant une union sans cesse plus étroite entre les peuples de l'Europe, dans laquelle les décisions sont prises dans le plus grand respect possible du principe d'ouverture et le plus près possible des citoyens.
L'Union est fondée sur le présent traité et sur le traité sur le fonctionnement de l'Union européenne (désignés ci-après par les termes « les traités »). Ces deux traités ont la même valeur juridique. L'Union se substitue et succède à la Communauté européenne. »

— Traité sur l'Union européenne depuis 2009

## Contenu

### Fondation de l'Union européenne

#### Droit international public et autorité des États membres
L'Union européenne est créée par deux traités internationaux conclut, non pas par les « États membres », mais par les « Hautes parties contractantes ». Bien qu'elles signifient toutes deux la même chose, le choix de cette dernière souligne le fait que l'Union européenne trouve son origine dans le droit international public. Cette formulation vient modifier la formulation du traité établissant une Constitution, laquelle faisait référence à la 
« volonté des citoyens et des États d'Europe de construire un futur commun ». Selon Joël Rideau, cette formulation avait pour vocation de « dépasser la traditionnelle opposition entre l'Europe des États et l'Europe des peuples ».
Les États restent donc, selon l'article, les « seuls maîtres des traités ». Cependant, cela n'a pas d'effet sur la double légitimation de la constitution de l'Union et sa nature spécifique d'union d’États et d'entité constitutionnelle. Hermann-Josef Blanke rappelle enfin que la « Constitution de l'Europe », qu'elle soit basée sur les traités ou une loi fondamentale, reste un « ordre fondamental dérivé ».
Toutefois, Blanke estime que la crise financière et de la dette entraine une modification progressive de la structure de l'Union qui se rapprocherait des caractéristiques d'une fédération européenne incluant notamment un système de transfert et un partage de la dette. De même, ils estiment que l'affirmation selon laquelle les États sont les « seuls maîtres des traités » perd peu à peu de sa crédibilité du fait de l'interprétation politique progressive des constitutions nationales entraînant un partage de l'exercice de la souveraineté.
De même, la Cour de justice des Communautés européennes avait déjà décrit les traités fondateurs comme « la charte constitutionnelle d'une communauté basée sur l'état de droit ». En ce sens, Blanke estime que l'UE se place entre l'ordre légal international et le droit interne.

#### Réformes de Lisbonne
Le traité de Lisbonne ajoute la mention : « l'Union se substitue et succède à la Communauté européenne ». Ainsi, il n'y a pas établissement d'une nouvelle organisation internationale puisque l'existence légale des Communautés continue avec de nouvelles compétences sous le nom d'« Union européenne ». En ce sens, le traité de Lisbonne n'est en soit qu'un traité international d'amendements lequel ne remplace pas les précédents traités et ne contient pas dispositions autonomes. Blanke estime qu'il s'agit là d'un exemple de « constitutionnalisme européen » sous la forme de « technique du patchwork ».

## Portée de l'article
Selon Hermann-Josef Blanke, l'article est une « disposition fondamentale de la politique d'intégration ». Le traité rappelle que l'Union est basée sur deux traités et qu'elle tire sa légitimité des États membres mais également des « peuples de l'Europe ». Il s'agit donc, à la fois, d'une union d’États et d'une union de citoyens (dans le sens des citoyens des États). Ils soulignent notamment la mention « peuples de l'Europe », laquelle n'établit donc pas une limite aux citoyens des États membres. La mention est au pluriel, en accord avec la littérature et la jurisprudence qui indiquent qu'il n'existe pas de peuple unifié européen, et ouverte pour souligner que l'intégration européenne est un processus ouvert aux autres États européens dans le cadre d'une procédure d'adhésion.
Blanke souligne que le traité laisse libre la question du statut de l'Union : association d’États souverains, staatenverbund, fédération, association à but spécifique, zweckverband ou encore association sui generis.

## Historique

### Dispositions de l'article A après le traité de Maastricht (1992-1997)
« Par le présent traité, les Hautes parties contractantes instituent entre elles une Union européenne, ci-après dénommée « Union ».
Le présent traité marque une nouvelle étape dans le processus créant une union sans cesse plus étroite entre les peuples de l'Europe, dans laquelle les décisions sont prises le plus près possible des citoyens.
L'Union est fondée sur les Communautés européennes complétées par les politiques et formes de coopération instaurées par le présent traité. Elle a pour mission d'organiser de façon cohérente et solidaire les relations entre les États membres et entre leurs peuples. »

— Traité sur l'Union européenne de 1992

### Dispositions de l'article premier après le traité d'Amsterdam (1997-2002)
« Par le présent traité, les Hautes parties contractantes instituent entre elles une Union européenne, ci-après dénommée « Union ».
Le présent traité marque une nouvelle étape dans le processus créant une union sans cesse plus étroite entre les peuples de l'Europe, dans laquelle les décisions sont prises dans le plus grand respect possible du principe d'ouverture et le plus près possible des citoyens.
L'Union est fondée sur les Communautés européennes complétées par les politiques et formes de coopération instaurées par le présent traité. Elle a pour mission d'organiser de façon cohérente et solidaire les relations entre les États membres et entre leurs peuples. »

— Traité sur l'Union européenne de 1997

### Dispositions de l'article premier après le traité de Nice (2002-2009)
« Par le présent traité, les Hautes parties contractantes instituent entre elles une Union européenne, ci-après dénommée « Union ».
Le présent traité marque une nouvelle étape dans le processus créant une union sans cesse plus étroite entre les peuples de l'Europe, dans laquelle les décisions sont prises dans le plus grand respect possible du principe d'ouverture et le plus près possible des citoyens.
L'Union est fondée sur les Communautés européennes complétées par les politiques et formes de coopération instaurées par le présent traité. Elle a pour mission d'organiser de façon cohérente et solidaire les relations entre les États membres et entre leurs peuples. »

— Traité sur l'Union européenne de 2002

## Sources